# Apple Intelligence
Apple Intelligence és una plataforma d'intel·ligència artificial desenvolupada per Apple Inc. Basant-se en una combinació de processament al dispositiu i al servidor, es va anunciar el 10 de juny de 2024 a la WWDC 2024 com a característica d'Apple iOS 18, iPadOS 18 i sistemes operatius macOS Sequoia, que es van anunciar juntament amb Apple Intelligence. Apple Intelligence inclou una integració amb ChatGPT i serà gratuït per a tots els usuaris amb dispositius compatibles.

### Llançament

#### Versió beta
El 29 de juliol de 2024, Apple va llançar la versió beta d'Apple Intelligence amb el llançament de la beta per a desenvolupadors d'iOS 18.1, iPadOS 18.1 i macOS Sequoia 15.1. S'espera que el llançament públic d'aquestes versions i d'Apple Intelligence, en forma de beta, per a la tardor de 2024 (s'especula que seria a l'octubre).

#### Versió estable
No hi ha cap informació oficial sobre la durada del període de beta ni de quan s'alliberaria de manera estable al públic.

### Llengües compatibles
De moment només està disponible en anglès i, tot i que Apple ha anunciat la incorporació de més idiomes el 2025, no va aclarir durant el seu llançament quins seran. L'assistent de veu Siri no incorpora el català, com els altres existents al mercat d'altres grans companyies (Amazon, Google, Microsoft…), però tècnicament no hi ha cap inconvenient perquè la integració amb ChatGPT pugui fer-ho possible per algunes funcions d'Apple Intelligence.